# بيتر تهيجس
بيتر تهيجس هو رسام بلجيكي، ولد في 1624 في أنتويرب في بلجيكا، وتوفي بنفس المكان في 1677.